# Johann Vigilius
Johann Vigilius (auch Johannes Wacker) (* 1465 in Sinsheim; † 1523) war Humanist und Gelehrter an der Universität Heidelberg.
Ab 1480 studierte Vigilius an der Universität Heidelberg. Wie üblich begann er mit den sieben freien Künste (septem artes liberales) und erwarb 1485 den akademischen Titel Magister Artium. Danach setzte er sein Studium in der juristischen Fakultät fort, von der er 1493 den Titel Doktor beider Rechte erhielt. Neben verschiedenen administrativen und Lehr-Aufgaben an der Heidelberger Universität war er ab 1492 Kanoniker am  Andreasstift zu Worms und am Heiliggeiststift zu Heidelberg. Ab 1495 stand er im Dienste des Pfalzgrafen bei Rhein.
In Heidelberg kam Vigilius in Kontakt mit der damals in Deutschland modern gewordenen intellektuellen Schule des Renaissance-Humanismus und dessen Mentor Johann von Dalberg, dem Kanzler der Kurpfalz und Bischof von Worms. Dort traf er auch Conrad Celtis, der zu der Zeit ebenfalls in Heidelberg studierte. Celtis sollte eine der Leitfiguren des deutschen Humanismus werden. Er gründete 1491 die Sodalitas Litteraria Rhenania einem wissenschaftlichen Zirkel, der sich zum Ziel gesetzt hatte, die Ideen des Humanismus weiterzuentwickeln und zu verbreiten. Johann Dalberg wurde ihr erster Präsident und Johann Vigilius ihr erster Sekretär.
Das humanistische Interesse an antiker Literatur gepaart mit den neuen Möglichkeiten ihrer Verbreitung durch den Buchdruck führte zu einer fieberhaften Suche unerschlossener Quellen in den Bibliotheken Mitteleuropas. Auch Vigilius war ständig auf der Suche nach neuen Schätzen. So vermittelte er Johann von Dalberg, dessen Bibliothek in Ladenburg er leitete, den Ankauf von Bänden aus der Bibliothek des im Niedergang begriffenen Klosters Lorsch. Lorsch war 1461 als Teil des Oberamtes Starkenburg vom Mainzer Erzbischof Dieter von Isenburg an die Kurpfalz verpfändet worden. Dadurch erhielten Dalberg und mit ihm Vigilius Zugriff auf den reichen Buchbestand der Lorscher Bibliothek. In einem Brief an Celtis berichtet er 1496 überschwänglich von den „vielen sehr alten und besonders sehenswerten Büchern“, die er dort vorgefunden habe, und dass diese alle „in seiner Hand“ seien.
Im gleichen Jahr weilte Conrad Celtis, der vor der Pest in Bayern geflohen war, im Hause seines Freundes Vigilius in Heidelberg. Möglicherweise nutzte Vigilius Celtis’ Anwesenheit in Heidelberg, um ihn in die Lorscher Bibliothek zu führen. Jedenfalls hatte sich die Kunde der bibliothekarischen Schätze Lorschs, sicher auch durch die Mithilfe Vigilius’, in den Humanistenkreisen herumgesprochen, so dass wir auch aus den 20er Jahren des 16. Jahrhunderts noch Hinweise auf Besucher aus Heidelberg haben, die in der nahe gelegenen Bibliothek auf Manuskripte antiker Autoren stießen.